# كريستين جونسون (لاعب كرة قدم)
كريستين جونسون هو لاعب كرة قدم آيسلندي في مركز ظهير ‏، ولد في 4 أغسطس 1990 في كارلسروه في ألمانيا. شارك مع منتخب آيسلندا تحت 17 سنة لكرة القدم ومنتخب آيسلندا تحت 19 سنة لكرة القدم ومنتخب آيسلندا تحت 21 سنة لكرة القدم ومنتخب آيسلندا لكرة القدم. أما مع النوادي، فقد لعب مع نادي برومابويكارنا ونادي بريدابليك ونادي ساربسبورغ 08.

## وصلات خارجية
- كريستين جونسون (لاعب كرة قدم) على موقع اتحاد السويد (السويدية)
- كريستين جونسون (لاعب كرة قدم) على موقع قاعدة بيانات كرة القدم.إي يو (الإنجليزية)
- كريستين جونسون (لاعب كرة قدم) على موقع ناشيونال فوتبول تيمز (الإنجليزية)
- كريستين جونسون (لاعب كرة قدم) على موقع Soccerway.com (الإنجليزية)